# Julian Engels
Julian Felix Engels (* 22. April 1993 als Julian Felix Büscher in Soest) ist ein deutscher Fußballspieler.

## Karriere

### Jugend
Julian Büscher wuchs in Dülmen und später in Buldern auf. Er spielte bis zur D-Jugend bei der DJK Adler Buldern. 2005 wechselte er zum VfL Senden, von wo ihn bereits ein Jahr später der SC Preußen Münster zu sich holte. Ab 2008 spielte er  für den VfL Bochum, darunter ein Jahr in der A-Jugend-Bundesliga. Als 2011 sein ehemaliger Verein ebenfalls in die A-Jugend-Bundesliga aufstieg, kehrte er zurück zu Preußen Münster. Da zugleich auch die erste Mannschaft in die 3. Liga aufgestiegen war, erhoffte er sich bessere Chancen auf dem Weg zum Profi.

### Preußen Münster
Profitrainer Marc Fascher wurde bereits in der Hinrunde der Saison 2011/12 auf den Spielmacher und Kapitän der U-19 aufmerksam und holte den 18-Jährigen in den Profikader. Das Debüt misslang allerdings: Nach seiner Einwechslung am 19. November 2011 in der Partie beim SV Sandhausen musste er nach fünf Minuten mit einem Bänderriss das Feld wieder verlassen. Bereits in der Rückrundenvorbereitung war er wieder bei den Profis dabei und bekam am ersten Rückrundenspieltag eine weitere Spielgelegenheit, erstmals sogar in der Startaufstellung. In seinem zweiten Jahr beim SC Preußen kam Büscher überwiegend in dessen U23-Team in der Westfalenliga zum Einsatz.

### Sportfreunde Lotte
Er entschloss sich daraufhin im Januar 2013 für einen Wechsel zum Regionalligisten Sportfreunde Lotte, bei dem er einen Vertrag bis 2014 unterzeichnete. Er spielte in der Rückrunde 2012/2013 in fünf Spielen und qualifizierte sich mit Lotte für den Relegationsplatz zur 3. Liga. Er scheiterte mit Lotte und spielte bis Herbst 2013 noch ein weiteres Regionalligaspiel für die Sportfreunde, bevor er in die USA nach Syracuse zog.

### Syracuse University
Bei Preußen Münster erhielt er den Tipp von seinem Mannschaftskollegen Matthew Taylor, ein Sportstipendium in den USA zu beantragen, um dort studieren und Fußball spielen zu können. Büscher bewarb sich erfolgreich und studierte ab dem 13. Januar 2014 Logistik an der Syracuse University. Dort spielte er für deren College Soccer Team und entwickelte sich gleich im ersten Jahr zu einem der besten Vorlagengeber der Mannschaft. Nach seiner ersten Saison wurde er mit der Aufnahme in die Auswahlmannschaft All-ACC Second Team und das ACC All-Freshman Team ausgezeichnet. In seinem zweiten Jahr war er einer der Schlüsselspieler der Mannschaft und zweitbester Team-Torschütze der Saison.
Syracuse schaffte es in der Saison 2015 zum ersten Mal ins Halbfinale bei der NCAA Division I Men's Soccer Championship, dem sogenannten College Cup. Daran hatte Büscher einen maßgeblichen Anteil. Während seiner Zeit am College absolvierte er außerhalb der College-Fußball-Saison zwei Spiele für den K-W United FC. Die kanadische Mannschaft spielt in der USL Premier Development League.

### D.C. United
Nach seiner College-Zeit erhielt er einen Generation-Adidas-Vertrag bei der Major League Soccer (MLS). Dadurch erhielt er sowohl den Status als Profispieler als auch die Berechtigung, sein Studium innerhalb der folgenden zehn Jahre auf Kosten der MLS mittels Online- und Fernkursen beenden zu dürfen.
Am 11. Januar 2016 nahm Büscher am MLS SuperDraft 2016 teil. Er wurde von D.C. United ausgewählt und erhielt einen Generation-Adidas-Vertrag. Sein Debüt für die Mannschaft aus Washington, D.C. gab er am 23. Februar 2016 im Viertelfinalspiel der CONCACAF Champions League gegen den Querétaro FC. Am 1. März 2016 erzielte er im Rückspiel gegen Querétaro sein erstes Tor für das MLS-Franchise. Am 6. März 2016 gab er sein MLS-Debüt im Spiel gegen LA Galaxy, dabei wurde Büscher in der 75. Minute eingewechselt. Am 25. September 2016 erzielte er beim 4:1-Sieg gegen Orlando City sein erstes Tor in der MLS. Am 28. November 2017 wurde sein Vertrag bei DC United aufgelöst.

### LA Galaxy II, Cavalry FC und TuS Haltern
Am 15. März 2018 unterzeichnete Büscher einen Vertrag bei der LA Galaxy II, die in der United Soccer League spielen. Dort lief sein Vertrag im August 2018 aus und wurde nicht weiter verlängert.
Nach einem Probetraining bei Rot-Weiss Essen und bei diversen asiatischen Klubs wechselte er im Februar 2019 in die Canadian Premier League zum Cavalry FC, den er aber bereits im Januar 2020 in Richtung TuS Haltern verließ. Nach nur einem halben Jahr wechselte er zum Bonner SC, wo er im folgenden Sommer seine Karriere beendete.

## Privates
Im Mai 2021 heiratete er die Sängerin Sarah Engels und trägt seitdem ihren Familiennamen. Im Dezember 2021 wurden sie Eltern einer Tochter.